# China Central Television
China Central Television eller Chinese Central Television, fork. CCTV, (simplificeret kinesisk: 中国中央电视台, traditionel kinesisk: 中國中央電視臺, pinyin: Zhōngguó Zhōngyāng Diànshìtái) er med sit netværk af 22 kanaler det største tv-selskab i Fastlandskina. Kanalerne kan ses af en milliard mennesker.
Virksomheden, der er statejet og underlagt landets medieministerium (og dermed Kinas kommunistiske parti), blev grundlagt i 1958 og sendte frem til 1978 under navnet Beijing dianshitai (Beijing TV). Siden 1978 har selskabet haft det nuværende navn. Frem til slutningen af 1980'erne sendtes kun en kanal, ligesom man ikke sendte døgnet rundt. Allerede i 1985 var CCTV landets største tv-selskab; en udvikling, som lanceringen af tv-serien Drømmen om det røde værelse skubbede yderligere til. Serien på 36 afsnit blev den første kinesiske tv-serie, der blev solgt til andre lande.
I dag består netværket af 22 kanaler, deriblandt kanaler på engelsk, fransk, spansk, arabisk og russisk, mens en portugisisk planlægges. Disse kanaler distribueres til udlandet via satellit, ligesom en international kinesisk kanal.
CCTV er løbende genstand for kritik grundet selskabets manglende redaktionelle uafhængighed af det kinesiske styre.